# 2010 en science
| Années de la science : 2007 - 2008 - 2009 - 2010 - 2011 - 2012 - 2013    |
| Décennies de la science : 1980 - 1990 - 2000 - 2010 - 2020 - 2030 - 2040 |

Cet article présente les faits marquants de l'année 2010 en science.

## Évènements

### Archéologie
- Lundi 15 novembre 2010,  Égypte : le conseil suprême des antiquités annonce la découverte de 12 statues de sphinx datant du pharaon Nectanebo 1er, qui régna de 380 à 362 av. J.-C., près des temples de Karnak, dans la région de Louxor. Nectanebo 1er fut l'un des derniers pharaons égyptiens à régner avant la conquête du pays par les Perses, puis par les Grecs qui fondèrent la dynastie des Ptolémées avant que l'Égypte soit intégrée à l'empire romain[1].

### Biologie
- 24 mars : Identification de l'hominidé de Denisova par l'équipe de Svante Pääbo.

### Paléontologie
- l'analyse de l'ADN d'une phalange trouvée dans la grotte de Denisova a permis la découverte d'une nouvelle lignée humaine, l'Homme de Denisova[2].

### Autre
- 20 janvier : nomination en Conseil des ministres d'Alain Fuchs à la présidence du Centre national de la recherche scientifique en succession de Catherine Bréchignac.

## Prix
- Prix Nobel

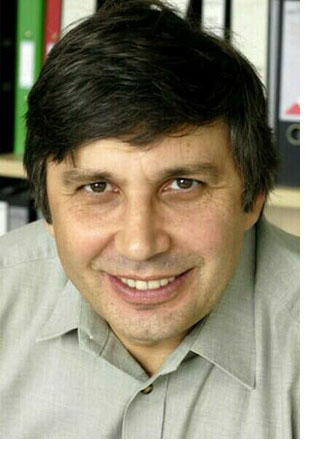
Andre Geim

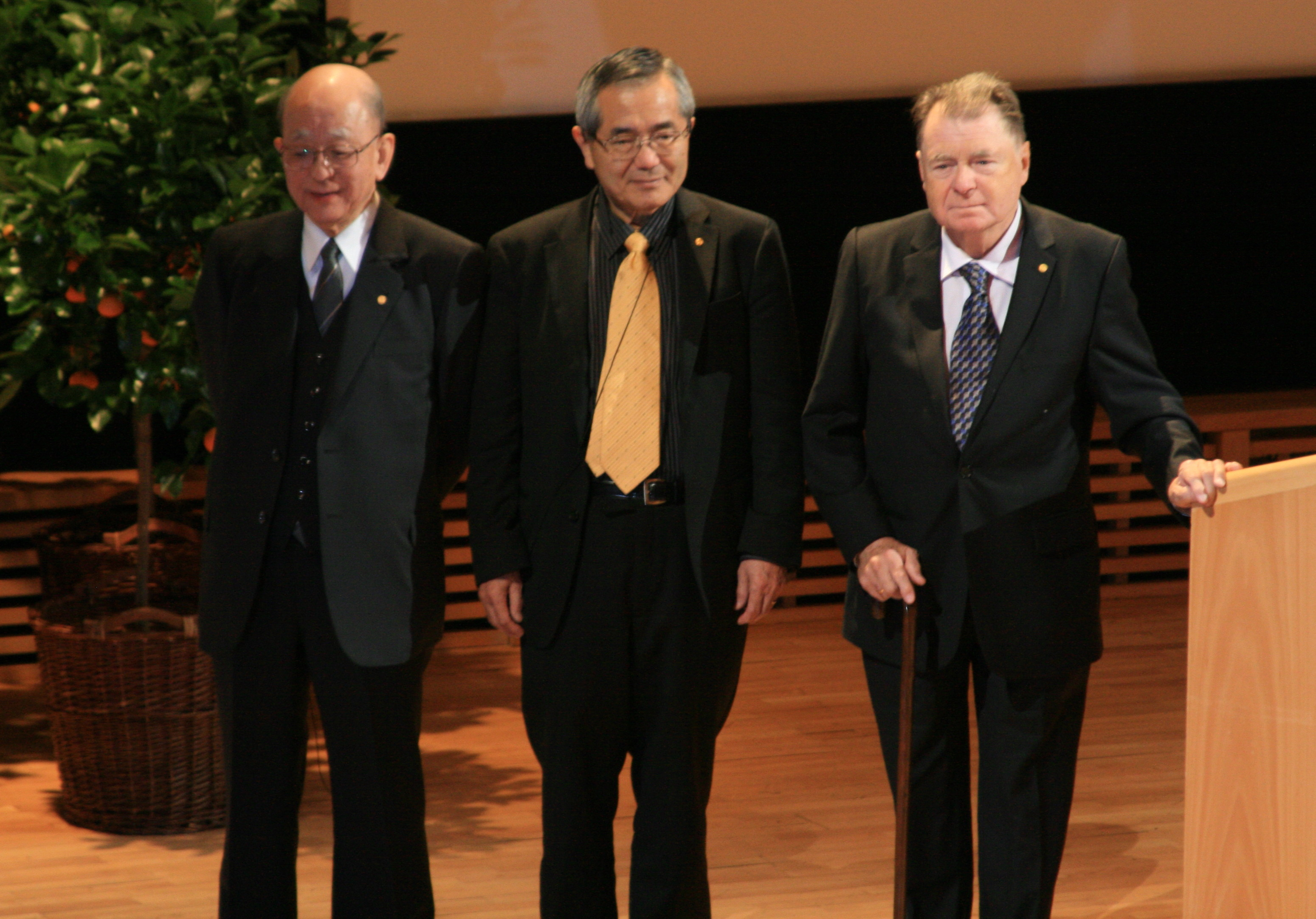
Akira Suzuki, Ei-ichi Negishi et Richard Heck

  - Prix Nobel de physiologie ou médecine : Robert Edwards
  - Prix Nobel de physique : Andre Geim et Konstantin Novoselov
  - Prix Nobel de chimie : Richard Heck, Ei-ichi Negishi et Akira Suzuki

- Prix Lasker
  - Prix Albert-Lasker pour la recherche médicale fondamentale : Douglas Coleman et Jeffrey M. Friedman pour leurs travaux sur la leptine.
  - Prix Albert-Lasker pour la recherche médicale clinique : Napoleone Ferrara pour ses travaux sur le développement d'anticorps monoclonaux anti-facteur de croissance de l’endothélium vasculaire pour traiter la dégénérescence maculaire et la cécité.

- Médailles de la Royal Society
  - Médaille Buchanan : Peter Cresswell
  - Médaille Copley : David Cox et Tomas Lindahl
  - Médaille Darwin : Bryan Clarke
  - Médaille Davy : Carol Robinson
  - Médaille Gabor : Gideon Davies
  - Médaille Hughes : Andre Geim
  - Médaille Leverhulme : Martyn Poliakoff
  - Médaille royale : Peter Knight, Azim Surani et Allen Hill
  - Médaille Rumford : Gilbert George Lonzarich
  - Médaille Sylvester : Graeme Segal

- Médailles de la Geological Society of London
  - Médaille Lyell : William Ruddiman
  - Médaille Murchison : Randall R. Parrish
  - Médaille Wollaston : Richard H. Sibson

- Prix Jules-Janssen (astronomie) : Carlton R. Pennypacker
- Prix Turing (informatique) : Leslie Valiant
- Médaille Bruce (astronomie) : Gerald Neugebauer
- Médaille linnéenne : Dianne Edwards et Derek Yalden

- Médaille d'or du CNRS : au chimiste Gérard Férey
- Grand prix de l'Inserm : Didier Raoult

## Décès

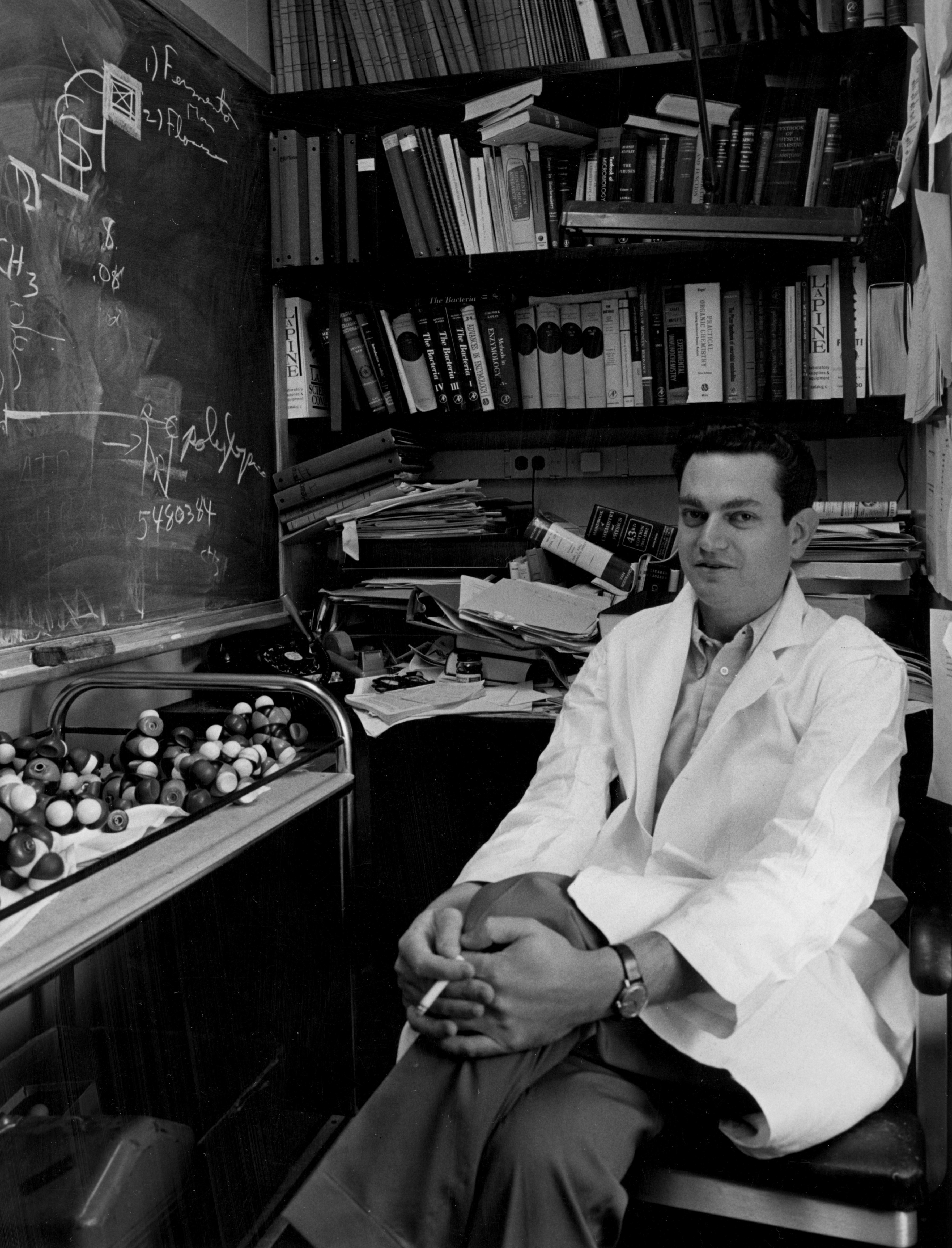
Marshall Warren Nirenberg

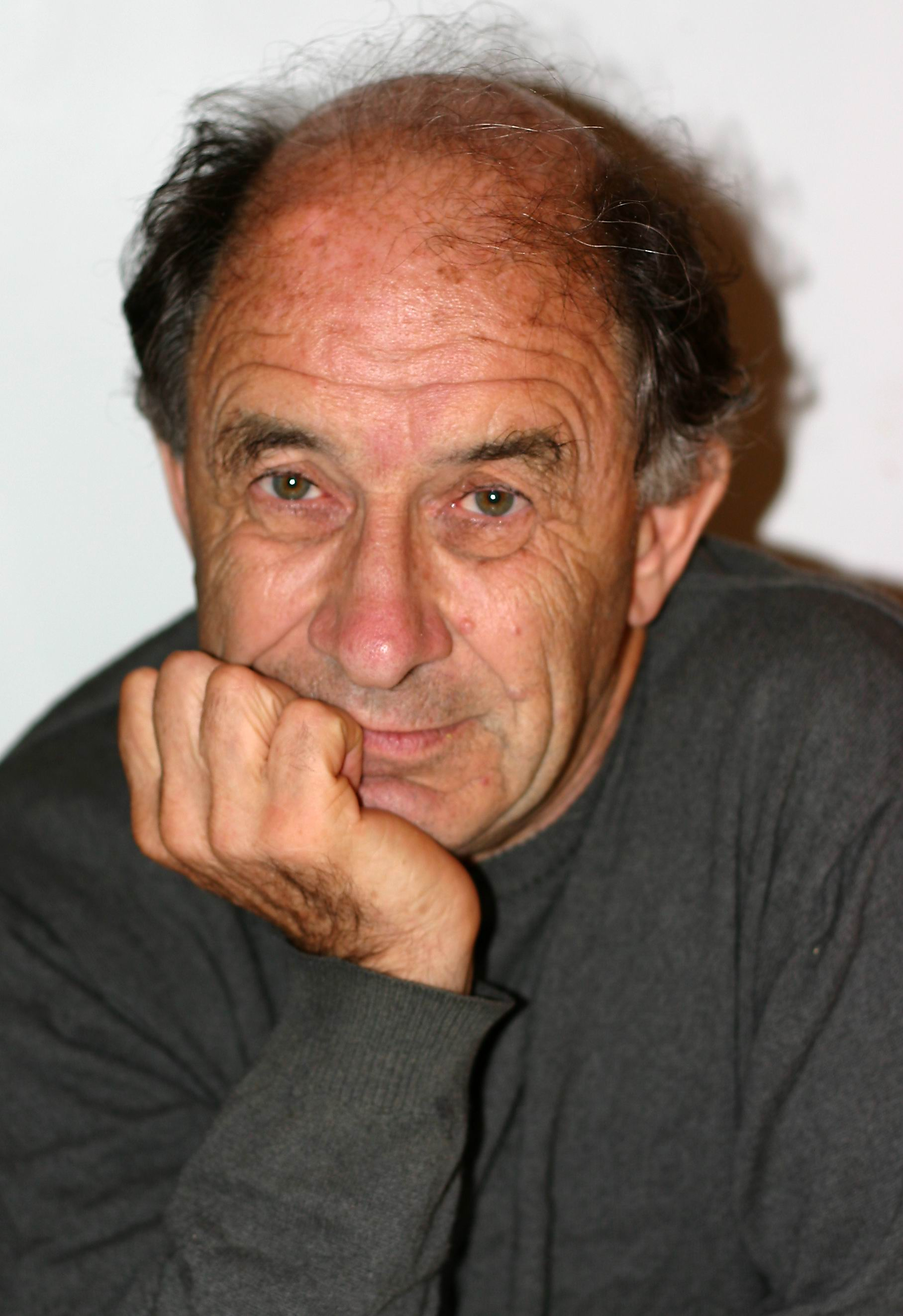
Vladimir Arnold

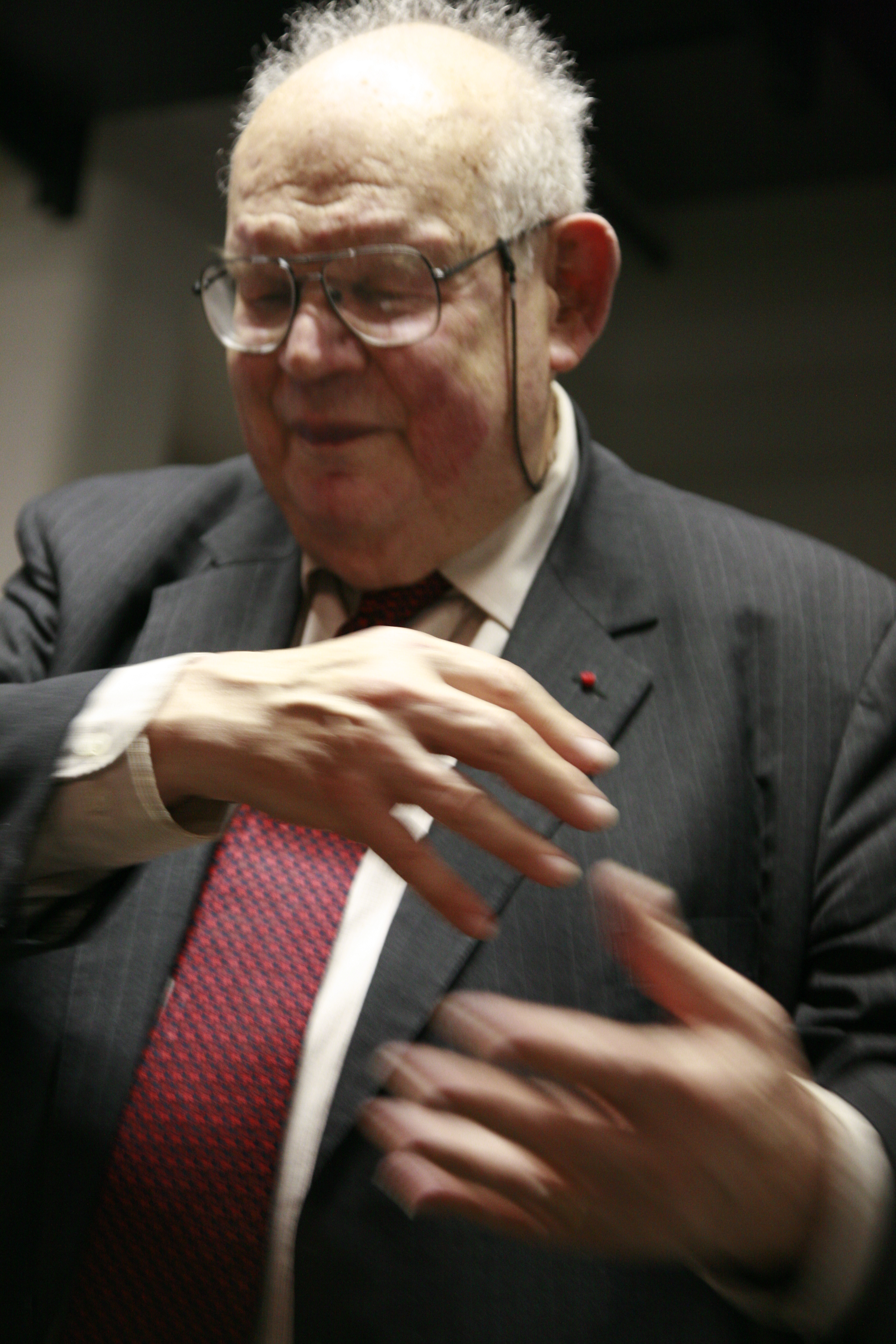
Benoît Mandelbrot.

- 15 janvier : Marshall Warren Nirenberg (né en 1927),  biochimiste américain, Prix Nobel de physiologie ou médecine en 1968.
- 26 janvier : Geoffrey Burbidge (né en 1925), physicien américano-britannique.
- 27 janvier : Enid Forde (née en 1932), géographe sierra-léonaise.

- 5 mars :  Lucien Campeau (né en 1927),  cardiologue canadien.
- 17 mars : Robert Michael White (né en 1924), pilote américain de X-15.
- 20 mars : Robin Milner (né en 1934), informaticien britannique.
- 22 mars : James Whyte Black (né en 1924), médecin et pharmacologue écossais, prix Nobel de physiologie ou médecine en 1988.
- 25 mars : Ben Gascoigne (né en 1915), astronome australien né en Nouvelle-Zélande.

- 5 avril : Vitali Sevastianov (né en 1935), cosmonaute soviétique.
- 14 avril : Enrique Nalda (né en 1936), archéologue mésoaméricaniste d'origine espagnole.
- 25 avril : Evry Schatzman (né en 1920), astrophysicien français.
- 26 avril : Aksel C. Wiin-Nielsen (né en 1924), météorologue danois, ancien directeur du service météorologique danois et ancien secrétaire-général de l'Organisation Météorologique Mondiale (OMM).
- 8 mai : Harvey Itano (né en 1920), biochimiste américain.
- 11 mai : Imre Tóth (né en 1921), philosophe, mathématicien et historien des sciences roumain.
- 12 juin : Anne Chapman (née en 1922), ethnologue et anthropologue franco-américaine.
- 14 juin : Leonid Kizim (né en 1941), cosmonaute soviétique.
- 20 juin : Harry Blackmore Whittington (né en 1916), paléontologue britannique.
- 23 juin : Anthony Adrian Allen (né en 1913), entomologiste britannique.
- 29 juin : Marc Julia (né en 1922), chimiste français.

- 2 juillet : Carl Adam Petri (né en 1926), mathématicien et informaticien allemand.
- 16 juillet : Jean Montreuil (né en 1920), biochimiste français.
- 19 juillet : Gerson Goldhaber (né en 1924), astronome américain.
- 30 juillet : Chien Wei-zang (né en 1912), physicien et mathématicien appliqué chinois.

- 7 août : John Nelder (né en 1924), statisticien britannique.
- 11 août : Arnold Zellner (né en 1927), économiste et statisticien américain.
- 16 août : Nicola Cabibbo (né en 1935), physicien italien.
- 28 août : William B. Lenoir (né en 1939), astronaute américain.
- 8 septembre : George C. Williams (né en 1926), biologiste américain.
- 29 septembre : Georges Charpak (né en 1924), physicien français, prix Nobel de physique en 1992.

- 1er octobre : Audouin Dollfus (né en 1924), aéronaute et astronome français.
- 31 octobre : Robert Crane (né en 1919), biochimiste américain.
- 13 novembre : Allan Sandage (né en 1926), astronome américain.
- 18 novembre : Brian G. Marsden (né en 1937), astronome américano-britannique.
- 22 novembre : Frank Fenner (né en 1914), scientifique australien.
- 29 novembre : Maurice Vincent Wilkes (né en 1913), professeur, chercheur, pionnier britannique de l'informatique.

- 1er décembre : Adriaan Blaauw (né en 1914), astronome néerlandais.
- 6 décembre : Tawhida Ben Cheikh (née en 1909), médecin, pédiatre puis gynécologue tunisienne et la première femme musulmane du monde arabe à exercer ces métiers.
- 10 décembre : John B. Fenn (né en 1917), chimiste américain, prix Nobel de chimie en 2002.